# Tokimeki Sendenbu
Tokimeki Sendenbu (яп. ときめき♡宣伝部 Токимэки Сэндэнбу) — японская идол-группа из 3-й секции агентства по поиску талантов Stardust Promotion.
В составе группы пять девочек школьного возраста.
9 ноября 2016 у Tokimeki Sendenbu вышел первый сингл на мейджор-лейбле.

## Состав
| Имя                             | Цвет    | Дата рождения и возраст   | Прим. |
| ------------------------------- | ------- | ------------------------- | ----- |
| Канами Цудзино (яп. 辻野かなみ) | Синий   | 2 июня 1999 (26 лет)      | Лидер |
| Харука Коидзуми (яп. 小泉遥香)  | Розовый | 5 января 2001 (24 года)   |       |
| Хитока Сакаи (яп. 坂井仁香)     | Красный | 25 июля 2001 (23 года)    |       |
| Хиёри Ёсикава (яп. 吉川ひより)  | Зелёный | 12 августа 2001 (23 года) |       |
| Мако Нагасака (яп. 永坂真心)    | Жёлтый  | 11 февраля 2002 (23 года) |       |

## Дискография

### Синглы
| №                        | Название                                                            | Дата выпуска          | Чарты                 |
| №                        | Название                                                            | Дата выпуска          | JPN Oricon            |
| Синглы на инди-лейбле    | Синглы на инди-лейбле                                               | Синглы на инди-лейбле | Синглы на инди-лейбле |
| ------------------------ | ------------------------------------------------------------------- | --------------------- | --------------------- |
| 1                        | «Dokkyun!! Shoujo» (яп. 土っキュン♡!!少女)                          | 24 июня 2015          | 13                    |
| 2                        | «Kisetsu Hazure no Tokimeki Summer» (яп. 季節外れのときめき♡サマー) | 2 декабря 2015        | 8                     |
| 3                        | «Muteki no Uta» (яп. むてきのうた)                                  | 1 июня 2016           | 4                     |
| Синглы на мейджор-лейбле |                                                                     |                       |                       |
| 1                        | «Gamba!!» (яп. ガンバ!!)                                            | 9 ноября 2016         | 13                    |

## Видеоклипы
| Номер сингла             | Название                            | Офиц. видео на YouTube |
| Синглы на инди-лейбле    | Синглы на инди-лейбле               | Синглы на инди-лейбле  |
| ------------------------ | ----------------------------------- | ---------------------- |
| 1                        | «Dokkyun!! Shoujo»                  | смотреть               |
| 2                        | «Kisetsu Hazure no Tokimeki Summer» | смотреть               |
| 3                        | «Muteki no Uta»                     | смотреть               |
| Синглы на мейджор-лейбле |                                     |                        |
| 1                        | «Gamba!!»                           | смотреть               |